# Petre S. Aurelian
Petre S. Aurelian (ur. 13 grudnia 1833 w Slatinie, zm. 24 stycznia 1909 w Bukareszcie) – rumuński polityk, zajmujący stanowisko premiera od 2 grudnia 1896 do 12 kwietnia 1897.
Studiował na uczelni Saint Sava w Bukareszcie, a potem we Francji na Institut national agronomique Paris-Grignon, gdzie studiował w latach 1856–1860. Po powrocie do Rumunii został inżynierem w ministerstwie prac publicznych i profesorem w szkole rolniczej w Pantelimon. Był także redaktorem w czasopismach „Monitorul” i „Agronomia”.
Był posłem, senatorem i ministrem prac publicznych (lata 1877–1878 i 1887–1888), jak również rolnictwa i edukacji (1882–1884). Aurelian został wybrany na członka Academia Română w 1871 roku i był jej przewodniczącym od 1896 do 1897 roku. Zmarł w Bukareszcie.